# Campeonato Carioca
El Campeonato Carioca (cuyo nombre oficial es Campeonato Estadual do Rio de Janeiro), conocido también como Cariocão, es el campeonato de fútbol que enfrenta a los principales clubes del estado de Río de Janeiro. Es considerado uno de los torneos estatales más importantes y competitivos de Brasil, su organización está a cargo de la FFERJ (Federação de Futebol do Estado do Rio de Janeiro). Al Campeonato Carioca se le consideraba, junto al Campeonato Paulista, como el principal campeonato del país sudamericano hasta principios de los años 1980, cuando se estabilizó la fórmula de disputa del Campeonato Brasileño, bajo la gestión de Giulite Coutinho en la CBF (1979-1986). En este campeonato intervienen algunos de los equipos más grandes e importantes de Brasil (Fluminense, Botafogo, Flamengo y Vasco da Gama). El formato del torneo ha cambiado muchas veces a lo largo de su historia.
En el presente doce equipos juegan un torneo de 11 fechas. El primero es el ganador de la Guanabara y disputara el campeonato Carioca con el segundo, tercero y cuarto. El sistema es de eliminación directa. Los equipos del quinto al octavo lugares disputaran también en eliminación directa la Rio. A lo largo de la historia el torneo ha contado con un gran número de subtorneos como los  torneos de Inicio, Extra y certámenes complementarios bautizados con nombres de periodistas y dirigentes cariocas.

## Equipos participantes 2025
| Equipo         | Ciudad         |
| -------------- | -------------- |
| Bangu          | Río de Janeiro |
| Boavista       | Saquarema      |
| Botafogo       | Río de Janeiro |
| Flamengo       | Río de Janeiro |
| Fluminense     | Río de Janeiro |
| Madureira      | Río de Janeiro |
| Maricá         | Maricá         |
| Nova Iguaçu    | Nova Iguaçu    |
| Portuguesa     | Río de Janeiro |
| Sampaio Corrêa | Saquarema      |
| Vasco da Gama  | Río de Janeiro |
| Volta Redonda  | Volta Redonda  |

## Campeones de Primera División

### Era Amateur
| Temporada | Campeón                     | Subcampeón          | Máximo Goleador            | Club                     | Goles |
| --------- | --------------------------- | ------------------- | -------------------------- | ------------------------ | ----- |
| 1906      | Fluminense (1)              | Paissandu           | Horácio da Costa           | Fluminense               | 18    |
| 1907      | Botafogo (1) Fluminense (2) |                     | Flávio Ramos               | Botafogo                 | 6     |
| 1908      | Fluminense (3)              | Botafogo            | Edwin Cox                  | Fluminense               | 13    |
| 1909      | Fluminense (4)              | Botafogo            | Flávio Ramos               | Botafogo                 | 16    |
| 1910      | Botafogo (2)                | Fluminense          | Abelardo de Lamare         | Botafogo                 | 22    |
| 1911      | Fluminense (5)              | America RJ          | James Calvert              | Fluminense               | 5     |
| 1912 LMSA | Paissandu (1)               | Flamengo            | Harry Robinson             | Paissandu                | 24    |
| 1912 AFRJ | Botafogo (3)                | SC Americano        | Mimi Sodré                 | SC Americano             | 12    |
| 1913      | America RJ (2)              | Flamengo Botafogo   | Mimi Sodré                 | Botafogo                 | 13    |
| 1914      | Flamengo (1)                | Botafogo America RJ | Henry Welfare              | Fluminense               | 14    |
| 1915      | Flamengo (2)                | Fluminense          | Henry Welfare              | Fluminense               | 19    |
| 1916      | America RJ (3)              | Botafogo            | Aluízio                    | Botafogo                 | 12    |
| 1917      | Fluminense (6)              | America RJ          | Luís Menezes               | Botafogo                 | 16    |
| 1918      | Fluminense (7)              | Botafogo            | Luís Menezes               | Botafogo                 | 21    |
| 1919      | Fluminense (8)              | Flamengo            | Braz de Oliveira           | São Cristóvão            | 24    |
| 1920      | Flamengo (3)                | Fluminense          | Arlindo Claudionor         | Botafogo Bangu           | 17    |
| 1921      | Flamengo (4)                | America RJ          | Nonô                       | Flamengo                 | 11    |
| 1922      | America RJ (4)              | Flamengo            | Braz de Oliveira           | Carioca                  | 10    |
| 1923      | Vasco da Gama (1)           | Flamengo            | Nonô                       | Flamengo                 | 17    |
| 1924 AMEA | Fluminense (9)              | Flamengo            | Nilo Braga                 | Fluminense               | 28    |
| 1924 LMDT | Vasco da Gama (2)           | Bonsucesso          | Telê                       | Andarahy                 | 16    |
| 1925      | Flamengo (5)                | Fluminense          | Nonô                       | Flamengo                 | 27    |
| 1926      | São Cristóvão (1)           | Vasco da Gama       | Vicente de Oliveira        | São Cristóvão            | 25    |
| 1927      | Flamengo (6)                | Fluminense          | Nilo Braga                 | Botafogo                 | 30    |
| 1928      | America RJ (4)              | Vasco da Gama       | Vicente de Oliveira        | São Cristóvão            | 20    |
| 1929      | Vasco da Gama (3)           | America RJ          | Russinho Telê              | Vasco da Gama America RJ | 23    |
| 1930      | Botafogo (4)                | Vasco da Gama       | Preguinho Ladislau da Guia | Fluminense Bangu         | 20    |
| 1931      | America RJ (5)              | Vasco da Gama       | Russinho                   | Vasco da Gama            | 17    |
| 1932      | Botafogo (5)                | Flamengo            | Preguinho                  | Fluminense               | 21    |
| 1933 AMEA | Botafogo (6)                | Olaria              | Nilo Braga                 | Botafogo                 | 19    |

### Era Profesional
| Temporada | Campeón            | Subcampeón             | Máximo Goleador                    | Club                                    | Goles |
| --------- | ------------------ | ---------------------- | ---------------------------------- | --------------------------------------- | ----- |
| 1933 LCF  | Bangu (1)          | Fluminense             | Tião                               | Bangu                                   | 13    |
| 1934 LCF  | Vasco da Gama (4)  | São Cristóvão          | Alfredinho                         | Flamengo                                | 10    |
| 1934 AMEA | Botafogo (7)       | Andarahy               | Bianco                             | Andarahy                                | 13    |
| 1935 FMD  | Botafogo (9)       | Vasco da Gama          | Ladislau da Guia                   | Bangu                                   | 18    |
| 1935 LCF  | America RJ (6)     | Fluminense             | China                              | Bonsucesso                              | 16    |
| 1936 FMD  | Vasco da Gama (5)  | Madureira              | Carvalho Leite                     | Botafogo                                | 15    |
| 1936 LCF  | Fluminense (10)    | Flamengo               | Hércules                           | Fluminense                              | 23    |
| 1937 FMD  | São Cristóvão (2)  | Madureira              | Roberto Carreiro                   | São Cristóvão                           | 7     |
| 1937 LFRJ | Fluminense (11)    | Flamengo               | Niginho                            | Vasco da Gama                           | 25    |
| 1938      | Fluminense (12)    | Flamengo               | Carvalho Leite                     | Botafogo                                | 16    |
| 1939      | Flamengo (7)       | Botafogo               | Carvalho Leite                     | Botafogo                                | 22    |
| 1940      | Fluminense (13)    | Flamengo               | Leônidas da Silva                  | Flamengo                                | 30    |
| 1941      | Fluminense (14)    | Flamengo               | Sylvio Pirillo                     | Flamengo                                | 39    |
| 1942      | Flamengo (8)       | Botafogo               | Heleno de Freitas                  | Botafogo                                | 28    |
| 1943      | Flamengo (9)       | Fluminense             | João Pinto                         | São Cristóvão                           | 26    |
| 1944      | Flamengo (10)      | Vasco da Gama Botafogo | Geraldino                          | Canto do Rio                            | 19    |
| 1945      | Vasco da Gama (6)  | Botafogo               | Lelé                               | Vasco da Gama                           | 13    |
| 1946      | Fluminense (15)    | Botafogo               | Rodrigues                          | Fluminense                              | 28    |
| 1947      | Vasco da Gama (7)  | Botafogo               | Dimas                              | Vasco da Gama                           | 18    |
| 1948      | Botafogo (10)      | Vasco da Gama          | Orlando Octávio Moraes             | Fluminense Botafogo                     | 21    |
| 1949      | Vasco da Gama (8)  | Fluminense             | Ademir de Menezes                  | Vasco da Gama                           | 31    |
| 1950      | Vasco da Gama (9)  | America RJ             | Ademir de Menezes                  | Vasco da Gama                           | 25    |
| 1951      | Fluminense (16)    | Bangu                  | Carlyle                            | Fluminense                              | 23    |
| 1952      | Vasco da Gama (10) | Flamengo Fluminense    | Antônio Menezes Zizinho            | Bangu                                   | 19    |
| 1953      | Flamengo (11)      | Fluminense             | Jorge Duilio Benitez               | Flamengo                                | 22    |
| 1954      | Flamengo (12)      | America RJ             | Dino da Costa                      | Botafogo                                | 24    |
| 1955      | Flamengo (13)      | America RJ             | Paulo de Almeida                   | Flamengo                                | 23    |
| 1956      | Vasco da Gama (11) | Fluminense             | Waldo Machado                      | Fluminense                              | 22    |
| 1957      | Botafogo (11)      | Fluminense             | Paulo Valentim                     | Botafogo                                | 22    |
| 1958      | Vasco da Gama (12) | Flamengo               | Quarentinha                        | Botafogo                                | 20    |
| 1959      | Fluminense (17)    | Botafogo Bangu         | Quarentinha                        | Botafogo                                | 25    |
| 1960      | America RJ (7)     | Fluminense             | Quarentinha                        | Botafogo                                | 25    |
| 1961      | Botafogo (12)      | Flamengo Vasco da Gama | Amarildo                           | Botafogo                                | 18    |
| 1962      | Botafogo (13)      | Flamengo               | Saulzinho                          | Vasco da Gama                           | 18    |
| 1963      | Flamengo (14)      | Fluminense             | Bianchini                          | Bangu                                   | 18    |
| 1964      | Fluminense (18)    | Bangu                  | José Amoroso Filho                 | Fluminense                              | 19    |
| 1965      | Flamengo (15)      | Bangu                  | José Amoroso Filho                 | Fluminense                              | 10    |
| 1966      | Bangu (2)          | Flamengo               | Paulo Luís Borges                  | Bangu                                   | 16    |
| 1967      | Botafogo (14)      | Bangu                  | Paulo Luís Borges                  | Bangu                                   | 13    |
| 1968      | Botafogo (15)      | Vasco da Gama Flamengo | Roberto Miranda                    | Botafogo                                | 13    |
| 1969      | Fluminense (19)    | Flamengo               | Flávio Minuano                     | Fluminense                              | 15    |
| 1970      | Vasco da Gama (13) | Fluminense             | Flávio Minuano                     | Fluminense                              | 18    |
| 1971      | Fluminense (20)    | Botafogo               | Paulo Cézar Lima                   | Botafogo                                | 11    |
| 1972      | Flamengo (16)      | Fluminense             | Doval                              | Flamengo                                | 16    |
| 1973      | Fluminense (21)    | Flamengo               | Dadá Maravilha                     | Flamengo                                | 15    |
| 1974      | Flamengo (17)      | Vasco da Gama          | Luisinho Tombo                     | America RJ                              | 20    |
| 1975      | Fluminense (22)    | Botafogo               | Zico                               | Flamengo                                | 30    |
| 1976      | Fluminense (23)    | Vasco da Gama          | Doval                              | Fluminense                              | 20    |
| 1977      | Vasco da Gama (14) | Flamengo               | Zico                               | Flamengo                                | 27    |
| 1978      | Flamengo (18)      | Vasco da Gama          | Zico Cláudio Adão Roberto Dinamite | Flamengo Vasco da Gama                  | 19    |
| 1979 E    | Flamengo (19)      | Fluminense             | Zico                               | Flamengo                                | 26    |
| 1979      | Flamengo (20)      | Vasco da Gama          | Zico                               | Flamengo                                | 34    |
| 1980      | Fluminense (24)    | Vasco da Gama          | Cláudio Adão                       | Fluminense                              | 20    |
| 1981      | Flamengo (21)      | Vasco da Gama          | Roberto Dinamite                   | Vasco da Gama                           | 31    |
| 1982      | Vasco da Gama (15) | Flamengo               | Zico                               | Flamengo                                | 21    |
| 1983      | Fluminense (25)    | Flamengo               | Luisinho Tombo                     | America RJ                              | 22    |
| 1984      | Fluminense (26)    | Flamengo               | Baltazar Cláudio Adão              | Botafogo Bangu                          | 12    |
| 1985      | Fluminense (27)    | Bangu                  | Roberto Dinamite                   | Vasco da Gama                           | 12    |
| 1986      | Flamengo (22)      | Vasco da Gama          | Romário                            | Vasco da Gama                           | 16    |
| 1987      | Vasco da Gama (16) | Flamengo               | Romário                            | Vasco da Gama                           | 16    |
| 1988      | Vasco da Gama (17) | Flamengo               | Bebeto                             | Flamengo                                | 17    |
| 1989      | Botafogo (15)      | Flamengo               | Bebeto                             | Flamengo                                | 18    |
| 1990      | Botafogo (16)      | Vasco da Gama          | Gaúcho                             | Flamengo                                | 14    |
| 1991      | Flamengo (23)      | Fluminense             | Gaúcho                             | Flamengo                                | 17    |
| 1992      | Vasco da Gama (18) | Flamengo               | Ézio                               | Fluminense                              | 15    |
| 1993      | Vasco da Gama (19) | Fluminense             | Valdir Bigode                      | Vasco da Gama                           | 19    |
| 1994      | Vasco da Gama (20) | Flamengo               | Charles Fabian Túlio Costa         | Flamengo Botafogo                       | 14    |
| 1995      | Fluminense (28)    | Flamengo               | Túlio Costa                        | Botafogo                                | 27    |
| 1996      | Flamengo (24)      | Vasco da Gama          | Romário                            | Flamengo                                | 26    |
| 1997      | Botafogo (17)      | Vasco da Gama          | Romário                            | Flamengo                                | 18    |
| 1998      | Vasco da Gama (21) | Flamengo               | Romário                            | Flamengo                                | 10    |
| 1999      | Flamengo (25)      | Vasco da Gama          | Romário                            | Flamengo                                | 19    |
| 2000      | Flamengo (26)      | Vasco da Gama          | Romário                            | Vasco da Gama                           | 19    |
| 2001      | Flamengo (27)      | Vasco da Gama          | Edílson da Silva Ferreira          | Flamengo                                | 16    |
| 2002      | Fluminense (29)    | Americano de Campos    | Flávio Pinto de Souza              | Volta Redonda                           | 16    |
| 2003      | Vasco da Gama (22) | Fluminense             | Fábio Bala                         | Fluminense                              | 10    |
| 2004      | Flamengo (28)      | Vasco da Gama          | Valdir Bigode                      | Vasco da Gama                           | 14    |
| 2005      | Fluminense (30)    | Volta Redonda          | Túlio Costa                        | Volta Redonda                           | 12    |
| 2006      | Botafogo (18)      | Madureira              | Dodô                               | Botafogo                                | 9     |
| 2007      | Flamengo (29)      | Botafogo               | Dodô Marcelo Macedo                | Botafogo Madureira                      | 13    |
| 2008      | Flamengo (30)      | Botafogo               | Wellington Paulista                | Botafogo                                | 14    |
| 2009      | Flamengo (31)      | Botafogo               | Maicosuel                          | Botafogo                                | 12    |
| 2010      | Botafogo (19)      | Flamengo               | Vágner Love                        | Flamengo                                | 15    |
| 2011      | Flamengo (32)      | Fluminense             | Fred                               | Fluminense                              | 10    |
| 2012      | Fluminense (31)    | Botafogo               | Alecsandro                         | Vasco da Gama                           | 12    |
| 2013      | Botafogo (20)      | Flamengo               | Hernane                            | Flamengo                                | 12    |
| 2014      | Flamengo (33)      | Vasco da Gama          | Edmilson dos Santos                | Vasco da Gama                           | 11    |
| 2015      | Vasco da Gama (23) | Botafogo               | Fred                               | Fluminense                              | 11    |
| 2016      | Vasco da Gama (24) | Botafogo               | Tiago Leite do Amaral              | Volta Redonda                           | 11    |
| 2017      | Flamengo (34)      | Fluminense             | Paolo Guerrero                     | Flamengo                                | 10    |
| 2018      | Botafogo (21)      | Vasco da Gama          | Pedro                              | Fluminense                              | 7     |
| 2019      | Flamengo (35)      | Vasco da Gama          | Bruno Henrique                     | Flamengo                                | 8     |
| 2020      | Flamengo (36)      | Fluminense             | Gabriel Barbosa João Carlos        | Flamengo Volta Redonda                  | 8     |
| 2021      | Flamengo (37)      | Fluminense             | Alef Manga                         | Volta Redonda                           | 9     |
| 2022      | Fluminense (32)    | Flamengo               | Gabriel Barbosa                    | Flamengo                                | 9     |
| 2023      | Fluminense (33)    | Flamengo               | Germán Cano                        | Fluminense                              | 16    |
| 2024      | Flamengo (38)      | Nova Iguaçu            | Pedro                              | Flamengo                                | 11    |
| 2025      | Flamengo (39)      | Fluminense             | Germán Cano Max Pablo Vegetti      | Fluminense Sampaio Corrêa Vasco da Gama | 6     |

## Títulos por club
- Se incluyen era amateur y profesional.

| Club          | Títulos | Subtítulos | Años campeón |
| ------------- | ------- | ---------- | --- |
| Flamengo      | 39      | 35         | 1914, 1915, 1920, 1921, 1925, 1927, 1939, 1942, 1943, 1944, 1953, 1954, 1955, 1963, 1965, 1972, 1974, 1978, 1979, 1979, 1981, 1986, 1991, 1996, 1999, 2000, 2001, 2004, 2007, 2008, 2009, 2011, 2014, 2017, 2019, 2020, 2021, 2024, 2025 |
| Fluminense    | 33      | 26         | 1906, 1907, 1908, 1909, 1911, 1917, 1918, 1919, 1924, 1936, 1937, 1938, 1940, 1941, 1946, 1951, 1959, 1964, 1969, 1971, 1973, 1975, 1976, 1980, 1983, 1984, 1985, 1995, 2002, 2005, 2012, 2022, 2023                                     |
| Vasco da Gama | 24      | 26         | 1923, 1924, 1929, 1934, 1936, 1945, 1947, 1949, 1950, 1952, 1956, 1958, 1970, 1977, 1982, 1987, 1988, 1992, 1993, 1994, 1998, 2003, 2015, 2016                                                                                           |
| Botafogo      | 21      | 21         | 1907, 1910, 1912, 1930, 1932, 1933, 1934, 1935, 1948, 1957, 1961, 1962, 1967, 1968, 1989, 1990, 1997, 2006, 2010, 2013, 2018 |
| America RJ    | 7       | 8          | 1913, 1916, 1922, 1928, 1931, 1935, 1960 |
| Bangu         | 2       | 6          | 1933, 1966 |
| São Cristóvão | 2       | 1          | 1926, 1937 |
| Paissandu     | 1       | 1          | 1912 |
| Madureira     | –       | 3          | ----- |
| Americano     | –       | 1          | ----- |
| Andarahy      | –       | 1          | ----- |
| Bonsucesso    | –       | 1          | ----- |
| Nova Iguaçu   | –       | 1          | ----- |
| Olaria        | –       | 1          | ----- |
| SC Americano  | –       | 1          | ----- |
| Volta Redonda | –       | 1          | ----- |

## Goleadores

### Máximos goleadores históricos
Top 10:
| #   | Jugador           | Goles | Equipos                                |
| --- | ----------------- | ----- | -------------------------------------- |
| 1°  | Roberto Dinamite  | 284   | Vasco da Gama                          |
| 2°  | Zico              | 239   | Flamengo                               |
| 3°  | Romário           | 233   | Vasco da Gama, Flamengo, Fluminense    |
| 4°  | Ademir de Menezes | 197   | Vasco da Gama, Fluminense              |
| 5°  | Nilo              | 196   | Botafogo, Brasil, Fluminense           |
| 6°  | Ladislau da Guia  | 172   | Bangu, Canto do Rio                    |
| 7°  | Carvalho Leite    | 166   | Botafogo                               |
| 8°  | Russinho          | 164   | Andarahy, Vasco da Gama, Botafogo      |
| 9°  | Luisinho Lemos    | 156   | América, Flamengo, Botafogo, Americano |
| 10° | Zizinho           | 153   | Flamengo, Bangu                        |

### Más veces goleadores (Era Profesional)
| # | Jugador          | Títulos | Temporadas                                 | Equipos                     |
| - | ---------------- | ------- | ------------------------------------------ | --------------------------- |
| 1 | Zico             | 7       | 1974, 1975, 1977, 1978, 1979 E, 1979, 1982 | Flamengo                    |
| 2 | Romário          | 7       | 1986, 1987, 1996, 1997, 1998, 1999, 2000   | Vasco da Gama, Flamengo     |
| 3 | Carvalho Leite   | 3       | 1936, 1938, 1939                           | Botafogo                    |
| 4 | Quarentinha      | 3       | 1958, 1959, 1960                           | Botafogo                    |
| 5 | Roberto Dinamite | 3       | 1978, 1981, 1985                           | Vasco da Gama               |
| 6 | Cláudio Adão     | 3       | 1978, 1980, 1984                           | Flamengo, Fluminense, Bangu |
| 7 | Túlio Maravilha  | 3       | 1994, 1995, 2005                           | Botafogo, Volta Redonda     |

- Jugador con más goles en un Torneo:  Sylvio Pirillo con 39 goles en 1941.